# 400 mètres masculin aux Jeux olympiques d'été de 1976 (athlétisme)
Navigation
Munich 1972 Moscou 1980
L'épreuve du 400 mètres masculin aux Jeux olympiques de 1976 s'est déroulée du 26 au 29 juillet 1976 au Stade olympique de Montréal, au Canada.  Elle est remportée par le Cubain Alberto Juantorena.

## Résultats

### Finale
| Rang               | Athlète            | Pays        | Temps   |
| ------------------ | ------------------ | ----------- | ------- |
| Médaille d'or      | Alberto Juantorena | Cuba        | 44 s 26 |
| Médaille d'argent  | Fred Newhouse      | États-Unis  | 44 s 40 |
| Médaille de bronze | Herman Frazier     | États-Unis  | 44 s 95 |
| 4                  | Alfons Brijdenbach | Belgique    | 45 s 04 |
| 5                  | Maxie Parks        | États-Unis  | 45 s 24 |
| 6                  | Rick Mitchell      | Australie   | 45 s 40 |
| 7                  | David Jenkins      | Royaume-Uni | 45 s 57 |
| 8                  | Jan Werner         | Pologne     | 45 s 63 |

## Légende
Records et Performances
- AR : Record continental (area record)
- CR : Record des championnats (championship record)
- MR : Record du meeting (meet record)
- NR : Record national (national record)
- OR : Record olympique (olympic record)
- PR : Record paralympique (paralympic record)
- PB : Record personnel (personal best)
- SB : Meilleure performance personnelle de la saison (season's best)
- WL : Meilleure performance mondiale de l'année (world leader)
- WJR : Record du monde junior (world junior record)
- WR : Record du monde (world record)

Circonstances et Conditions
- DNF : N'a pas terminé (did not finish)
- DNS : N'a pas pris le départ (did not start)
- DQ : Disqualification (disqualification)
- NM : Aucun essai valable enregistré (No Mark)
- Q : Qualifié « directement » au prochain tour (ou à la prochaine compétition), lors d'une compétition majeure, grâce au classement ou à la réalisation des minima (automatic qualifier)
- q : Qualifié au prochain tour (ou à la prochaine compétition), lors d'une compétition majeure, grâce au repêchage ou à la réalisation de l'une des meilleures performances parmi celles des « non qualifiés directement » (grâce au meilleur temps ou à la meilleure distance par exemple) (secondary qualifier)